# Фой, Маккензи
Маккензи Кристин Фой (англ. Mackenzie Christine Foy; род. 10 ноября 2000, Лос-Анджелес, Калифорния, США) — американская актриса и модель. Наиболее известна по фильмам «Сумерки. Сага: Рассвет — Часть 2», «Интерстеллар» и «Щелкунчик и четыре королевства».

## Биография и карьера
Маккензи Кристин Фой родилась 10 ноября 2000 года в Лос-Анджелесе. С 2004 года начала модельную карьеру, работала с Garnet Hill, Polo Ralph Lauren, Guess Kids и другими рекламными компаниями.
В 2009 году получила роль в телесериале «Долго и счастливо», а в 2010 году сыграла в телесериалах «Вспомни, что будет» и «Гавайи 5.0». В том же году была утверждена на роль Ренесми Каллен в киноадаптации Стефани Майер «Сумерки. Сага: Рассвет — Часть 2». В феврале 2012 года Маккензи присоединилась к проекту Джеймса Вана в фильме ужасов «Заклятие». 10 октября 2012 года получила роль Луизы Мэй Кардинал в экранизации книги Дэвида Бальдаччи «Желаю вам добра». В 2013 году сыграла роль Мёрф, дочери главного героя в фильме Кристофера Нолана «Интерстеллар».
Маккензи также принимала участие в озвучивании мультфильмов «Эрнест и Селестина» (2013), «Дети из товарного вагона» (2014) и «Маленький принц» (2015).
В июле 2018 года получила главную роль в фильме «Щелкунчик и четыре королевства»; премьера картины прошла 29 октября 2018 года в Лос-Анджелесе.

## Личная жизнь
У Фой есть старший брат — Бэйли. Маккензи увлекается рисованием, иногда поёт, любит читать и проводить время со своей собакой по кличке Файерфлай «Светлячок» (англ. FireFly) породы родезийский риджбек. В возрасте семи лет начала заниматься тхэквондо. И почти все публикации в своём Instagram-аккаунте она посвящает своим занятиям конным спортом.

## Фильмография
| Год  |    | Русское название                                | Оригинальное название                     | Роль                    |
| ---- | -- | ----------------------------------------------- | ----------------------------------------- | ----------------------- |
| 2009 | с  | Долго и счастливо                               | 'Til Death                                | маленькая девочка       |
| 2010 | с  | Вспомни, что будет                              | Flash Forward                             | Кейт Эрскин             |
| 2010 | с  | Гавайи 5.0                                      | Hawaii Five-0                             | Лили Уилсон             |
| 2011 | ф  | Сумерки. Сага: Рассвет — Часть 1                | The Twilight Saga: Breaking Dawn : Part 1 | Ренесми Каллен          |
| 2012 | мф | Эрнест и Селестина: Приключения мышки и медведя | Ernest & Celestine                        | Селестина               |
| 2012 | ф  | Сумерки. Сага: Рассвет — Часть 2                | The Twilight Saga: Breaking Dawn : Part 2 | Ренесми Каллен          |
| 2012 | с  | Р. Л. Стайн: Время призраков                    | R.L. Stine's The Haunting Hour            | Джорджия Лумин / Натали |
| 2013 | ф  | Заклятие                                        | The Conjuring                             | Синди                   |
| 2013 | ф  | Желаю вам добра                                 | Wish You Well                             | Луи Кардинал            |
| 2014 | мф | Дети из товарного вагона                        | The Boxcar Children                       | Вайолет                 |
| 2014 | ф  | Пластиковый Иисус                               | Black Eyed Dog                            | Дейзи                   |
| 2014 | ф  | Интерстеллар                                    | Interstellar                              | Мёрф (в 10 лет)         |
| 2014 | тф | Гангстер с печеньем                             | The Cookie Mobster                        | Салли                   |
| 2015 | мф | Маленький принц                                 | The Little Prince                         | девочка                 |
| 2015 | тф | Джесси Стоун: Тайны Парадайза                   | Jesse Stone: Lost in Paradise             | Дженни О’Нил            |
| 2018 | ф  | Щелкунчик и четыре королевства                  | The Nutcracker and the Four Realms        | Клара                   |
| 2020 | ф  | Чёрная Красавица                                | Black Beauty                              | Джо Грин                |
|      | ф  | Человек, который спас Париж                     | The Man Who Saved Paris                   | Луиза                   |
|      | ф  | Изолированный вор                               | The Isolate Thief                         |                         |

## Награды и номинации
| Год  | Премия                               | Категория                                                                                       | Номинация за                    | Результат | Примечания |
| ---- | ------------------------------------ | ----------------------------------------------------------------------------------------------- | ------------------------------- | --------- | ---------- |
| 2013 | Золотая малина                       | Худший актёрский дуэт (вместе с Тейлором Лотнером)                                              | Сумерки. Сага. Рассвет: Часть 2 | Победа    | [ 9 ]      |
| 2013 | Молодой актёр                        | Лучшая молодая актриса в художественном фильме                                                  | Сумерки. Сага. Рассвет: Часть 2 | Номинация | [ 10 ]     |
| 2014 | Ассоциация кинокритиков Сент-Луиса   | Лучшая актриса второго плана                                                                    | Интерстеллар                    | Номинация | [ 11 ]     |
| 2014 | Премия Общества кинокритиков Феникса | Лучшее исполнение юношей главной или второстепенной роли - Женщина                              | Интерстеллар                    | Номинация | [ 12 ]     |
| 2014 | Ассоциация кинокритиков Вашингтона   | Лучший молодой актёр                                                                            | Интерстеллар                    | Номинация | [ 13 ]     |
| 2015 | Teen Choice Awards                   | Актриса научно-фантастического фильма                                                           | Интерстеллар                    | Номинация | [ 14 ]     |
| 2015 | Премия «Выбор критиков»              | Лучший молодой актёр или актриса                                                                | Интерстеллар                    | Номинация | [ 15 ]     |
| 2015 | Молодой актёр                        | Лучшая женская роль второго плана в художественном фильме - молодая актриса второго плана       | Интерстеллар                    | Номинация | [ 16 ]     |
| 2015 | Сатурн                               | Лучший молодой актёр или актриса                                                                | Интерстеллар                    | Победа    | [ 17 ]     |
| 2017 | Награды актеров озвучивания          | Лучшее женское вокальное исполнение в специальном телевизионном /DVD-фильме или короткометражке | Маленький принц                 | Победа    | [ 18 ]     |